# Terebra cingulifera
Terebra cingulifera is een slakkensoort uit de familie van de Terebridae. De wetenschappelijke naam van de soort is voor het eerst geldig gepubliceerd in 1822 door Lamarck.

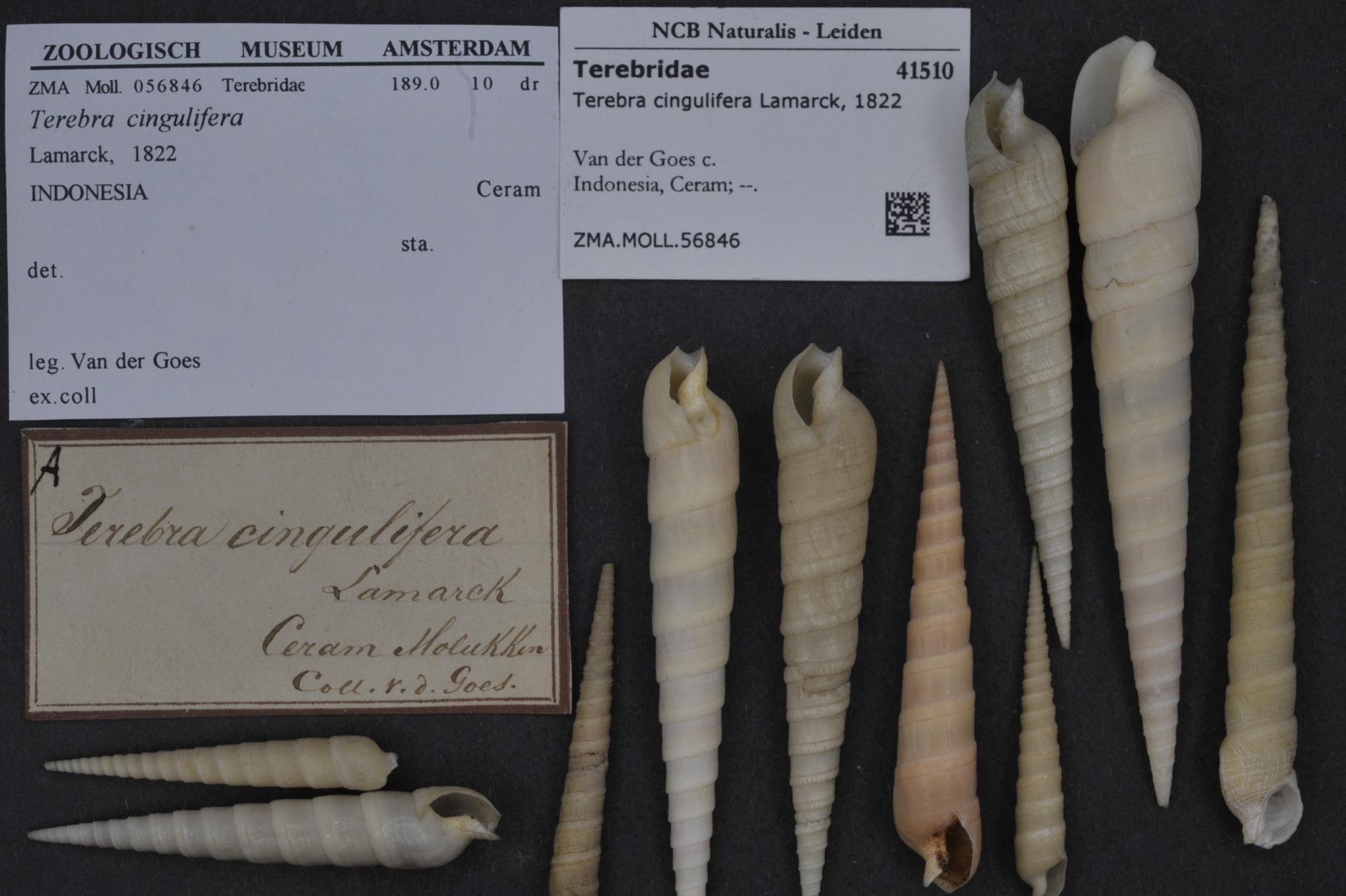
Museumexemplaren